# Rózsadomb
Rózsadomb är en kulle i Ungerns huvudstad Budapest.